# Gabe Polsky
Gabe Polsky (nascido em 3 de maio de 1979) é um diretor de cinema, escritor e produtor americano.

## Vida pregressa
Polsky nasceu de imigrantes soviéticos e foi criado na região de Chicago. Ele frequentou a Escola Hotchkiss. Depois de se formar, ele foi para a Universidade de Yale, onde jogou hóquei na NCAA. Ele competiu pela equipe dos EUA no hóquei nos Jogos Maccabiah de 1997, em Israel, ganhando a medalha de prata.

## Carreira
Polsky escreveu, dirigiu e produziu o documentário Red Penguins, que estreou no Festival Internacional de Cinema de Toronto de 2019. O filme foi lançado pela Universal Pictures em agosto de 2020. Red Penguins conta a verdadeira história do oportunismo enlouquecido em Moscou logo após o colapso da União Soviética. Foi indicado ao Critics' Choice Movie Award e ao Writers Guild of America Award.
Em 2018, Polsky escreveu, dirigiu e produziu In Search of Greatness. O filme traz entrevistas com ícones do esporte Wayne Gretzky, Pelé e Jerry Rice. Em abril de 2018, o filme foi indicado ao prêmio Writers Guild of America.
Em 2014, Polsky escreveu, dirigiu e produziu Exército Vermelho, um documentário que narra a ascensão e queda da União Soviética através de seu time de hóquei no gelo. Exército Vermelho teve produção executiva de Jerry Weintraub e Werner Herzog e estreou no Festival de Cinema de Cannes. Foi lançado nos cinemas pela Sony Pictures Classics em 22 de janeiro de 2015.
AO Scott, do The New York Times, chamou O Exército Vermelho de uma "história louca e comovente - um romance russo de abrangência tolstoiana e absurdo ao estilo de Gogol". A revista Time disse: "este filme divertido e comovente apresenta uma história humana que transcende décadas, fronteiras e ideologias."
Exército Vermelho foi o único documentário incluído nas seleções oficiais dos festivais de cinema de Cannes, Telluride, Toronto, Nova York, e AFI, de 2014. O Exército Vermelho ganhou prêmios de público nos festivais de cinema AFI de 2014, Chicago e Middleburg.
Em 2017, Polsky foi produtor executivo da série Genius da National Geographic. Ele e seu irmão Alan adquiriram os direitos do patrimônio de Einstein e do livro Einstein: Sua Vida e Universo de Walter Isaacson.
Polsky e Alan Polsky, seu irmão, co-dirigiram e produziram The Motel Life (2013), estrelado por Emile Hirsch, Dakota Fanning e Stephen Dorff. O filme foi lançado em novembro de 2013 e foi baseado no romance homônimo de Willy Vlautin.
Polsky produziu Bad Lieutenant: Port of Call New Orleans, de Werner Herzog. Roger Ebert nomeou o filme entre os 10 melhores filmes mainstream de 2009, e então o incluiu em sua lista dos melhores filmes da década. Polsky produziu His Way, um documentário indicado ao Emmy sobre Jerry Weintraub lançado pela HBO em 2011. A partir de 2009, ele está adaptando os romances Butcher's Crossing, de John Edward Williams e Flowers for Algernon, de Daniel Keyes.
Polsky nasceu de imigrantes soviéticos e foi criado na região de Chicago. Ele frequentou a Escola Hotchkiss. Depois de se formar, ele foi para a Universidade de Yale, onde jogou hóquei na NCAA. Ele competiu pela equipe dos EUA no hóquei nos Jogos Maccabiah de 1997, em Israel, ganhando a medalha de prata.